# Chevigny
Chevigny é uma comuna francesa na região administrativa de Borgonha-Franco-Condado, no departamento de Jura. Estende-se por uma área de 7,67 km². Em 2010 a comuna tinha 284 habitantes (densidade: 37 hab./km²).